# I'm Breathless (album)
Albums de Madonna
Like a Prayer
(1989) The Immaculate Collection
(1990)
Singles
1. Vogue
Sortie : 20 mars 1990
2. Hanky Panky
Sortie : 30 juin 1990

I'm Breathless: Music from and Inspired by the film Dick Tracy est un album concept de Madonna sorti le 22 mai 1990. L'album comprend trois chansons du film Dick Tracy, dans lequel Madonna joue le rôle de Breathless Mahoney aux côtés de Warren Beatty, son compagnon de l'époque. Le reste de l'album est composé de titres inspirés par son personnage. 
Après la sortie du film, elle commence à travailler sur l'album I'm Breathless avec Stephen Sondheim et Patrick Leonard. Ce disque rend hommage au jazz des années Old Hollywood. Le premier single Vogue, qui fait référence au « voguing » (danse pratiquée dans les clubs gay new-yorkais), reste pour certains l'un des plus grands succès de la chanteuse et semble faire partie des chansons les plus marquantes des années 1990. Madonna, qui est au sommet de sa gloire, se lance au printemps, dans une seconde tournée mondiale le Blond Ambition Tour. Cette tournée qui fait la promotion des chansons des albums Like a Prayer et I'm Breathless est considérée comme l'une des plus controversées de l'époque et de l'histoire pour une artiste.
Avec cet album, Madonna subit une nouvelle transformation, elle devient une vamp hollywoodienne, entre Marlène Dietrich et Jean Harlow. Musicalement, seul un titre se détache du style cabaret, c'est la chanson Vogue. Ce titre est un hymne dance en hommage aux vedettes de l'âge d'or d'Hollywood, de Greta Garbo à Bette Davis. Vogue devient un de ses plus gros succès. Le morceau Hanky Panky sort également en single.
Madonna alors au sommet de sa carrière s'offre une odyssée au cœur des années 1930 dans cet album écoulé à 7 millions d'exemplaires. Sous les airs troublants de Marilyn Monroe, elle interprète la chanson Sooner or Later aux Oscars 1991 pour laquelle Stephen Sondheim reçoit l'Oscar de la meilleure chanson originale.
L'enregistrement, classé généralement comme bande originale, est aussi bien souvent considéré comme un album studio de Madonna a part entière, celui-ci ne contenant que trois chansons véritablement intégrées au film Dick Tracy ("Sooner Or Later", "More" et "What Can You Lose"). La classification "companion album" peut également être attribuée à l’œuvre.

## Genèse
En 1989, Warren Beatty travaille sur l'adaptation de la bande dessinée Dick Tracy au cinéma et offre à Madonna le rôle de Breathless Mahoney, créé spécialement pour elle. Le tournage commence le 2 février 1989 pour une durée de trois mois. Il sort aux États-Unis le 15 juin 1990 et devient le neuvième plus grand succès de l'année 1990.
Le fait que Madonna joue dans le film représente une opportunité promotionnelle pour Touchstone Pictures, compte tenu de la popularité de la chanteuse, et bénéficie également à Warner Bros. Records, puisque cela  leur permet de sortir un nouvel album de Madonna. D'après J. Randy Taraborrelli, auteur de Madonna: An Intimate Biography, les maisons de disques ont commencé dans les années 1980 à sortir des albums associés à un film, afin de doubler l'impact promotionnel. Cependant, bon nombre de ces albums n'avaient rien à voir avec le film. Madonna avait déjà enregistré trois chansons écrites par Stephen Sondheim, qui figurent dans le film : Sooner or Later, More et What Can You Lose. La chanteuse s'est ensuite mise à travailler sur de nouvelles chansons semblables aux trois précédentes.
« J'ai envie que l'on puisse me considérer comme une actrice de comédie musicale. C'est pour ça que j'ai fait cet album. Pour montrer l'étendue de mes talents. Ce n'est pas que de la pop, ce sont des chansons plus cinématographiques. »
Warren Beatty et Mandy Patinkin chantent sur l'album. Alors que le premier single n'avait pas encore été choisi, Madonna et le producteur Shep Pettibone venaient d'enregistrer une chanson inédite, Vogue, afin de la sortir en face B de Keep It Together, le dernier single de l'album Like a Prayer. Quand les dirigeants de Warner ont entendu la chanson, ils ont décidé d'en faire une face A et de l'inclure sur l'album I'm Breathless.

## Enregistrement
I'm Breathless est un album aux influences pop, jazz et swing. Madonna et Stephen Sondheim ont essayé de recréer la musique de l'époque où se situe le film. D'après Rikku Rooksby, l'auteur de The Complete Guide to the Music of Madonna, la chanteuse s'est retrouvée face à des harmoniques et des mélodies plus complexes qu'à l'accoutumée. Le producteur Patrick Leonard, qui a travaillé sur les albums True Blue et Like a Prayer, ainsi que l'ingénieur du son Bill Bottrell, sont venus prêter main-forte à Madonna.
L'enregistrement s'est déroulé aux studios Johnny Yuma Recording et Ocean Ways à Los Angeles pendant trois semaines, avec dix musiciens de jazz. D'après Lucy O'Brien, l'auteur de Madonna: Like an Icon, le travail vocal de Madonna pour l'album s'est révélé semblable à une actrice qui se prépare pour un rôle. La voix naturellement "rock et roots" de la chanteuse est devenue plus « tendre et décontractée ». La chanteuse s'est même mise à fumer afin d'obtenir une voix plus sèche.
Lucy O'Brien qualifie les chansons de l'album de « coquettes » et « dans la séduction », à l'opposé total de celles de Like a Prayer, plus introspectives. I'm Breathless commence par la ballade He's a Man avec Madonna qui déclame les paroles "comme une prostituée", sur des cordes et des cuivres. À la fin de la chanson, sa voix reste présente tandis que le volume de la musique diminue. Sooner or Later, écrite par Sondheim et interprétée par Breathless Mahoney dans le film, est une ballade jazzy qui reproduit l'ambiance d'un nightclub des années 1930. Madonna la chante avec sa voix la plus grave. Hanky Panky, troisième piste et second single, traite d'un thème sadomasochiste, puisqu'il s'agit de l'histoire d'une jeune femme qui aime les fessées. La chanson était à l'origine plus osée dans ses paroles, mais Dick Tracy étant produit par Walt Disney Pictures, Madonna a dû édulcorer l'ensemble.
La chanson suivante, I'm Going Bananas, au rythme de salsa, est interprétée avec l'accent espagnol. Sur la cinquième piste, Cry Baby, Madonna imite Betty Boop. Something to Remember est inspirée par l'échec du mariage de la chanteuse avec Sean Penn, et donnera son nom à la compilation de ballades que Madonna sortira en 1995. Back in Business a été décrite par le journaliste Mark Coleman (Rolling Stone) comme une "migraine persistante". Elle repose sur la structure couplet lent - refrain rapide et contient un solo de saxophone. Dans More, la deuxième chanson écrite par Sondheim, Madonna évoque son matérialisme avec ironie sur des cordes syncopées. What Can You Lose, troisième et dernière chanson écrite par Sondheim et évoquant un amour perdu, est une duo avec le chanteur Mandy Patinkin.
What Can You Lose est suivie par un duo en deux parties, entre Madonna et Warren Beatty, Now I'm Following You. La première partie possède une ambiance blues, avec un son de claquettes au milieu, tandis que la deuxième est plus rapide, avec des percussions évoquant les années 1980. Lors du pont, la voix de Warren Beatty est ralentie tandis que Madonna déclare que Dick est "un prénom intéressant". "Dick" peut en effet être traduit par "bite". La dernière piste de l'album est Vogue, une chanson totalement différente des précédentes, pour la simple raison qu'elle n'a pas été écrite pour cet album. Les paroles évoquent le voguing, une danse née à Harlem dans les années 1960, ainsi que de nombreuses personnalités de l'âge d'or hollywoodien, comme Greta Garbo, Marilyn Monroe et Marlene Dietrich.

## Promotion
À la suite de la sortie des albums Like a Prayer et I'm Breathless, Madonna se lance dans une tournée de 57 dates, le Blond Ambition Tour, et visite l'Asie, l'Amérique du Nord et l'Europe. La chanteuse y interprète quatre chansons de I'm Breathless : Sooner or Later allongée sur un piano, Hanky Panky vêtue d'un corset évoquant le vaudeville, Now I'm Following You avec le danseur Salim Gauwloss dans le rôle de Dick Tracy, et Vogue. 
La tournée finie, Madonna interprète Vogue lors des MTV Video Music Awards de 1990, dans un numéro inspiré de Marie-Antoinette. Le magazine Billboard classera cette performance à la sixième place des plus marquantes de l'histoire de la cérémonie. Sooner or Later ayant été nommée dans la catégorie Meilleure chanson originale aux Oscars de 1991, Madonna se rend à la cérémonie, accompagnée par Michael Jackson. Elle interprète Sooner or Later vêtue d'une longue robe blanche créée par Bob Mackie,et  avec 20 millions de dollars de bijoux prêtés par Harry Winston. La prestation est un hommage à Marilyn Monroe, Madonna reprenant les mouvements et le look glamour de l'actrice.

## Pistes (auteurs et producteurs)
| 1.    | He's a Man                                               | Madonna, Patrick Leonard                           | Madonna, Leonard                                        | 4:43 |
| 2.    | Sooner or Later                                          | Stephen Sondheim                                   | Madonna, Bill Bottrell                                  | 3:20 |
| 3.    | Hanky Panky                                              | Madonna, Leonard                                   | Madonna, Leonard                                        | 3:56 |
| 4.    | I'm Going Bananas                                        | Michael Kernan, Andy Paley                         | Madonna, Leonard                                        | 1:43 |
| 5.    | Cry Baby                                                 | Madonna, Leonard                                   | Madonna, Leonard                                        | 4:05 |
| 6.    | Something to Remember                                    | Madonna, Leonard                                   | Madonna, Leonard                                        | 5:06 |
| 7.    | Back in Business                                         | Madonna, Leonard                                   | Madonna, Leonard                                        | 5:13 |
| 8.    | More                                                     | Sondheim                                           | Madonna, Bottrell                                       | 4:58 |
| 9.    | What Can You Lose (duo avec Mandy Patinkin)              | Sondheim                                           | Madonna, Leonard                                        | 2:08 |
| 10.   | Now I'm Following You (Part I) (duo avec Warren Beatty)  | Andy Paley, Jeff Lass, Ned Claflin, Jonathan Paley | Madonna, Leonard                                        | 1:35 |
| 11.   | Now I'm Following You (Part II) (duo avec Warren Beatty) | A. Paley, Lass, Claflin, J. Paley                  | Madonna, Leonard, Kevin Gilbert                         | 3:18 |
| 12.   | Vogue                                                    | Madonna, Shep Pettibone                            | Madonna, Pettibone, Craig Kostich (producteur exécutif) | 4:50 |
| 44:54 |                                                          |                                                    |                                                         |      |

Dans le générique de fin du film et lors de la cérémonie des Oscars, Sooner or Later est intitulée Sooner or Later (I Always Get My Man).

## Les singles
- Vogue - 8 500 000
- Hanky Panky - 1 200 000

## Crédits album
- Voix principale et chœurs : Madonna
- Voix additionnelles : Warren Beatty, Mandy Patinkin
- Batteries : Jeffrey Porcaro, Carlos Vega et John Guerin
- Percussions : Luis Conte
- Basses : Guy Pratt, Abraham Laboriel et Bob Magnusson
- Clavier : Patrick Leonard
- Piano : Bill Schneider
- Piano acoustique : Randy Waldman
- Saxophone Ténor : Bob Cooper
- Saxophone alto : Abe Most
- Saxophone : Dave Boruff et Jeff Clayton
- Clarinette : Abe Most et Mahlon Clark
- Trompette : Tony Terran
- Trombone : Charlie Loper
- Mariachis : Samuel Nolasco et Xavier Serrano
- Chœurs : Donna De Lory, Niki Haris, Jennie Douglas McRae et Ndea Davenport

### Production
- Production : Madonna, Patrick Leonard et Bill Bottrell
- Mixage : Brian Malouf
- Arrangements : Jeremy Lubbock
- Photographie : Patrick Demarchelier

## Classements
| Pays                     | Meilleure position |
| ------------------------ | ------------------ |
| Australie                | 1                  |
| Autriche                 | 5                  |
| Brésil                   | 2                  |
| Canada                   | 2                  |
| France                   | 3                  |
| Allemagne                | 1                  |
| Irlande                  | 1                  |
| Italie                   | 2                  |
| Japon                    | 1                  |
| Mexique                  | 5                  |
| Norvège                  | 4                  |
| Portugal                 | 10                 |
| Espagne                  | 2                  |
| Suisse                   | 3                  |
| Royaume-Uni              | 2                  |
| États-Unis Billboard 200 | 2                  |

## Certifications
| Pays              | Certification | Unités certifiées |
| ----------------- | ------------- | ----------------- |
| États-Unis (RIAA) | 2 × Platine   | 2 000 000         |
| France (SNEP)     | 2 × Or        | 200 000           |

### Ventes
Estimations  : 6 500 000
- États-Unis : 2 200 000
- Canada : 250 000
- Brésil : 100 000
- Mexique : 100 000
- Australie : 70 000
- Japon : 500 000
- Singapour : 80 000
- Union européenne : 2 000 000
  -  France : 400 000
  -  Allemagne : 350 000
  -  Royaume-Uni : 300 000
  -  Italie : 350 000
  -  Suisse : 25 000
  -  Finlande : 37 039
  -  Espagne : 200 000
  -  Autriche : 20 000